# NGC 7689
NGC 7689 este o galaxie situată în constelația Phoenix. A fost descoperită în 5 septembrie 1826 de către James Dunlop. Se află la o distanță de 23,66 de megaparseci de Pământ.